# John Denton French
Sir John Denton P. French, britanski maršal, * 1852, † 1925.

## Življenjepis
French je bil poveljnik BEFa v Franciji med 1914/1915.